# Пискова Лхота (Нимбурк)
Пискова Лхота (чеш. Písková Lhota) је насељено мјесто са административним статусом сеоске општине (чеш. obec) у округу Нимбурк, у Средњочешком крају, Чешка Република.

## Становништво
Према подацима о броју становника из 2014. године насеље је имало 418 становника.